# 基士堤医院
基士堤医院（英語：Christie Hospital）位於英格蘭曼徹斯特，是歐洲最大的癌症治療中心之一，由基士堤國民保健署基金信託管理。
該院由律師李察·高柏·基士堤建立。